# Variabele mergelsluiptimalia
De variabele mergelsluiptimalia (Gypsophila crispifrons synoniem: Napothera crispifrons) is een zangvogel uit de familie Pellorneidae.

## Verspreiding en leefgebied
De soort komt voor in zuidoostelijk Myanmar en westelijk Thailand.

## Status
De grootte van de populatie is niet gekwantificeerd maar de soort wordt omschreven als plaatselijk algemeen. Op de Rode lijst van de IUCN heeft deze soort de status niet bedreigd.